# ألبرتو عبد الله
البرتو عبد االله (بالإسبانية: Alberto Abdala) (و. 1920 – 1986 م) هو سياسي، وبروفسور، ومحام من الأوروغواي .

## روابط خارجية
- البرتو عبد االله على موقع مونزينجر (الألمانية)